# Landtag de Sarre
17e législature
Landtag des Saarlandes
Le Landtag de Sarre (en allemand : Landtag des Saarlandes) est le parlement régional du Land de Sarre. Il se compose de 51 députés et siège dans le quartier d'Alt-Saarbrücken à Sarrebruck.

## Mode de scrutin
Le Landtag est constitué de 51 députés (en allemand : Mitglied des Landtags, MdL), élus pour une législature de cinq ans au suffrage universel direct et suivant le scrutin proportionnel D'Hondt.
Chaque électeur dispose d'une voix, qui est utilisée deux fois. Elle sert à voter pour une liste dans sa circonscription plurinominale, le Land comptant trois circonscriptions qui totalisent 41 sièges ; ce vote est alors attribué à la liste présentée par le même parti au niveau du Land.
À l'issue du scrutin, les 51 sièges sont répartis à la proportionnelle entre les partis ayant remporté au moins 5 % des suffrages exprimés dans l'ensemble du Land. L'opération est ensuite recommencée dans chaque circonscription, la différence entre le total régional et le total des circonscriptions étant comblée par les candidats de la liste régionale. Si un parti n'en a pas présenté, le calcul est réajusté et ses mandats reviennent aux autres forces politiques.

## Liste des présidents
| Nom              | Nom                   | Début                   | Fin              | Parti |
| ---------------- | --------------------- | ----------------------- | ---------------- | ----- |
|                  | Peter Zimmer          | 15 décembre 1947        | 1er janvier 1956 | SPS   |
|                  | Heinrich Schneider    | 2 janvier 1956          | 31 décembre 1956 | DPS   |
|                  | Wilhelm Kratz         | 18 mars 1957            | 26 février 1959  | CDU   |
| Julius von Lautz | 26 février 1959       | 30 avril 1959           |                  | CDU   |
| Alfons Davo      | 4 novembre 1959       | 2 janvier 1961          |                  | CDU   |
| Josef Schmitt    | 3 janvier 1961        | 31 décembre 1965        |                  | CDU   |
| Hans Maurer      | 3 février 1966        | 13 octobre 1974         |                  | CDU   |
| Franz Schneider  | 6 novembre 1974       | 13 juillet 1975         |                  | CDU   |
| Ludwig Schnurr   | 14 juillet 1975       | 20 mai 1980             |                  | CDU   |
|                  | Albrecht Herold       | 21 mai 1980             | 9 novembre 1994  | SPD   |
| Hans Kasper      | 9 novembre 1994       | 28 septembre 1999       |                  | SPD   |
|                  | Hans Ley              | 29 septembre 1999       | 16 juillet 2015  | CDU   |
|                  | Isolde Ries (intérim) | 16 juillet 2015         | 11 novembre 2015 | SPD   |
|                  | Klaus Meiser          | 11 novembre 2015        | 12 février 2018  | CDU   |
| Stephan Toscani  | 1er mars 2018         | 25 avril 2022           |                  | CDU   |
|                  | Heike Becker          | depuis le 25 avril 2022 | en cours         | SPD   |